# Rómer Flóris
Rómer Flóris (teljes nevén Rómer Flóris Ferenc) (Pozsony, 1815. április 12. – Nagyvárad, 1889. március 18.) bencés szerzetes, régész, művészettörténész, festőművész, egyetemi tanár, a Magyar Tudományos Akadémia tagja, nagyváradi nagy-prépost-kanonok, címzetes püspök A magyar régészet atyja.

## Életpályája

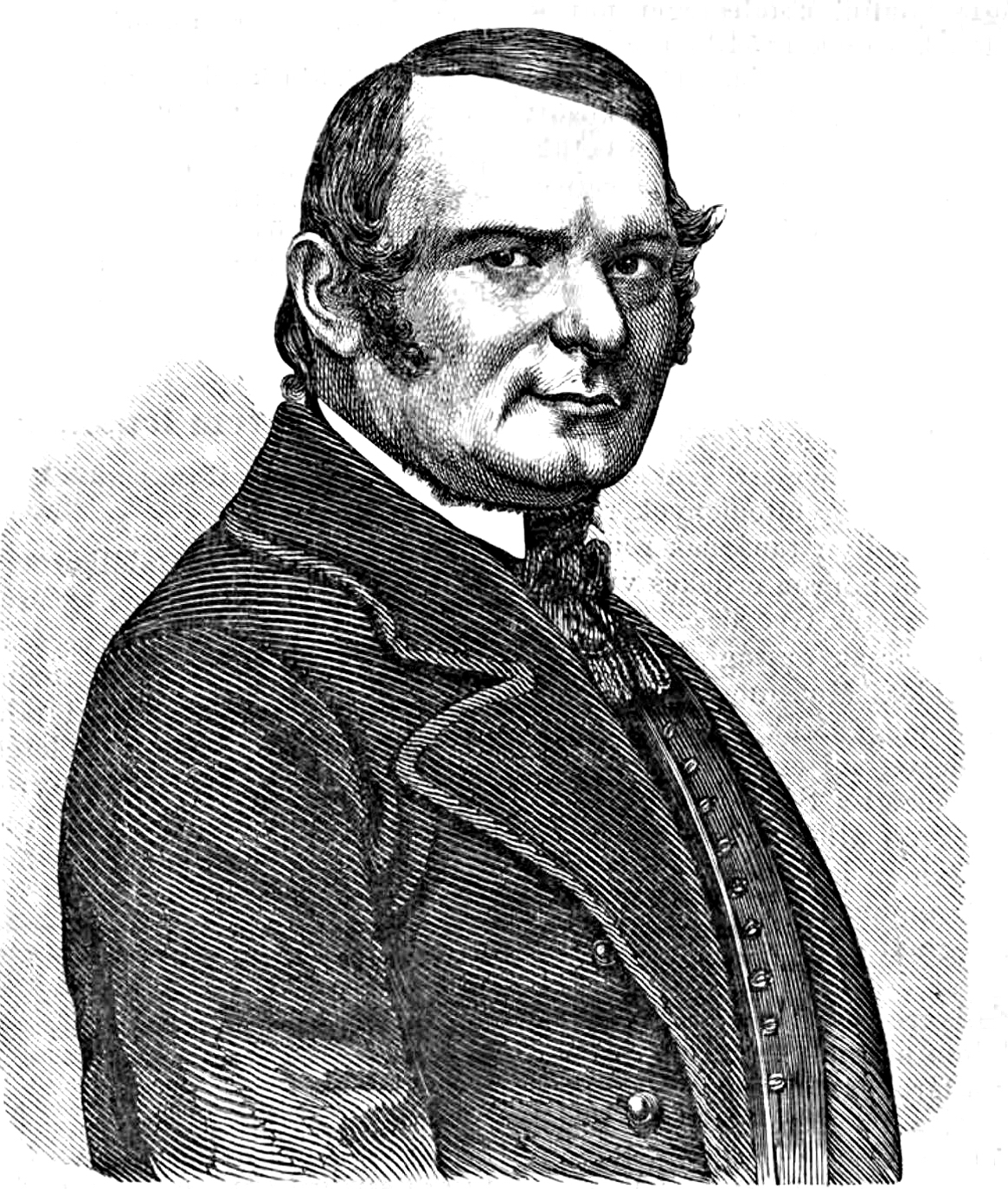
1861-ben készült metszet

Rammer Ferenc cipészmester és Vetser Anna gyermekeként jött világra. A német anyanyelvű család, hogy biztosítsa neki és két fivérének a széles látókörű oktatást, Pozsonyon kívül Trencsénben a szlovák és Tatán a magyar nyelv elsajátítása céljából iskoláztatta őket. Szülei papnak szánták, így 1830-ban Benedek-rendi szerzetes lett. A bakonybéli kolostorban tanulótársa volt Ipolyi Arnold. 1838-ban a tihanyi apátságban a Pisky-kódex megjelentetését készítette elő, majd felszentelték. Tanított Kőszegen is.
Mint bölcsészeti doktor, 1839-től Győrben tanított, majd 1845-től Pozsonyban. Ekkor jelentek meg első tudományos cikkei, melyek révén elismertséget vívott ki magának. Ezek után bízták meg József főherceg nevelésével. A szabadságharc alatt utász közlegényként, majd bátor tetteinek elismeréseképpen előrehaladva a ranglétrán honvédtisztként (végül századosként) harcolt. Ott volt az 1849. április 10-én vívott váci ütközetben, valamint Buda visszafoglalásánál is 1849. május 21-én. A szabadságharc bukása után börtönbüntetést szenvedett. Az ellene felhozott fő vádpont nevének magyarosítása és a harcra való buzdítás volt. Bécsben, Olmützben, Brünnben (Spielberg) és Josefstadtban raboskodott, ahol ideje nagy részét továbbképzésének szentelte, majd 1854-ben közkegyelemmel szabadult. A pesti piarista gimnáziumban újból tanítani kezdett, de csak 1857-ben térhetett vissza a győri bencés gimnáziumba.
Múzeumápoló tevékenysége már Győrben megmutatkozott, ahol tervszerű fejlesztési programot hirdetett. 1859-ben a gimnázium régiségtárát múzeummá nyilvánította. 1860-ban Simor János győri püspök régészeti tanszéket állított fel, melynek előadójává őt nevezte ki. Itt indította Ráth Károly levéltárossal a Győri Történelmi és Régészeti Füzetek sorozatot.
1860-ban végezte kutatásait az Árpás és Mórichida közötti román kori Szent Jakab apostol-templom történelmével kapcsolatban. Az erről szóló művében kifejti nézeteit a kolostor- és rendtörténet módszertanáról, valamint általában az egyháztörténet céljáról. Ebben az évben Ipolyi támogatására lett a Magyar Tudományos Akadémia levelező tagja, majd 1871-ben rendes tagja. 1861-ben kivált a bencések kötelékéből, és Pestre költözött. Előbb az MTA kézirattárnoka, majd gimnáziumi igazgató. Ekkoriban hozták létre azokat az intézményeket, folyóiratokat, melyek a magyar régészet tudományos alapjai lettek.
1864 és 1873 között az Archaeologiai Közlemények szerkesztője. 1867-ben részt vett a párizsi ősrégészeti és embertani kongresszuson. 1868-ban az egyetemen az archeológia tanára lett. 1869-től volt őre a Magyar Nemzeti Múzeum régiségtárának. 1872-ben Felsőmagyarországi Múzeum Egylet alapító tagjai közé tartozott. Neki is nagyban köszönhető, hogy 1876-ban Magyarországon rendezték az ősrégészek és antropológusok VIII. világkongresszusát, melynek főtitkára volt.
1874-ben felmentették szerzetesi köteléke alól, ekkor a besztercebányai egyházkerületben lett áldozópap, majd jánosi apát. 1877-ben nagyváradi kanonokká nevezték ki, ahol újabb múzeumot alapított. Itt található nagyrészt a levelezése, ill. több fiatalkori kézirata. Hagyatékának nagy része mikrofilmen a Magyar Nemzeti Levéltárban is elérhető.
Alapító tagja volt a Magyar Történelmi Társulatnak. Mint elkötelezett kutató, bejárta az országot, valamint Európa nagy részét. Az egyike volt a műemlékvédelem első kezdeményezőinek Magyarországon. Ő alapította a római katolikus püspöki palota híres 20 000 kötetes könyvtárát. Az azóta barbár módon felszámolt váradolaszi temetőből földi maradványait Tempfli József püspök kimentette, és a nagyváradi római katolikus székesegyház altemploma kriptájába temették, koporsóját szürke gránit síremlék jelzi.
Testvére, József szintén pap lett, másik fivére, Károly pedig elesett a szabadságharcban.
Egy festményét például a Pozsonyi Városi Galéria őrzi.

## Főbb művei
- A Bakony. Terményrajzi és régészeti vázlat; szerzői, Győr, 1860 (MEK)
- Lesencze-Tomaji római feliratos kő (1861) REAL
- A középkori keresztelő medenczék (1863) REAL
- Pozsony régészeti műemlékei (Pozsony, 1865) (REAL-EOD)
- Műrégészeti kalauz különös tekintettel Magyarországra (Pest, 1866) (REAL-EOD)
- Ráth Károly emlékezete (Pest, 1869) (MEK) (REAL-EOD)
- Árpás és a móriczhidai Szent Jakabról címzett premontrei prépostság története (1869) (MEK) (REAL-EOD)
- Képes kalauz a Magyar Nemzeti Múzeum érem-és régiségtárában; szerk. Rómer Flóris; Athenaeum Ny., Pest, 1870
- Díszlapok a római könyvtárban őrzött négy Corvin-Codexből (Pest, 1871)
- A régi Pest. Történeti tanulmány; Eggenberger, Bp., 1873
- A Magyar Nemzeti Múzeum római feliratos emlékei (Budapest, 1873)
- Képes kalauz a Magyar Nemzeti Múzeum Érem- és Régiségtárában; összeáll. Rómer Flóris; 2. bőv. kiad.; Athenaeum Ny., Bp., 1873 (REAL-EOD)
- Régi falképek Magyarországon (Budapest, 1874) (REAL-EOD)
- Résultats généraux du mouvement archéologique en Hongrie (Budapest, 1878)
- Észak-nyugati utam (Budapest, 1879) (MEK) (REAL-EOD)
- A Bakony; szerk., szemelvényvál. Éri István, bev. Banner János; Veszprém Megyei Múzeumok Igazgatósága, Veszprém, 1971
- Rómer Flóris–Ipolyi Arnold–Fraknói Vilmos: Egyház, műveltség, történetírás; vál., sajtó alá rend., bev. Rottler Ferenc; Gondolat, Bp., 1981 (Történetírók tára)
- Rómer Flóris jegyzőkönyvei. Somogy, Veszprém és Zala megye, 1861; sajtó alá rend. Valter Ilona, Velladics Márta, fotó Barka Gábor; OMvH, Bp., 1999 (Forráskiadványok. Országos Műemlékvédelmi Hivatal)
- A Bakony – reprint kiadás (Bakonyalja Barátai Egyesület, Döbrönte, 2010) (dr. Valter Ilona szerzőről írt életrajzával)
- Arrabona Múzeumi Közlemények 51(2013) Rómer Flóris Művészeti és Történeti Múzeum, Győr, 2015.
- Archaeologia és műtörténet. Tanulmányok Rómer Flóris munkásságáról születésének 200. évfordulóján. MTA Bölcsészettudományi Kutatóközpont, Bp., 2015.
- Arrabona Múzeumi Közlemények 52(2014) Rómer Flóris Művészeti és Történeti Múzeum, Győr, 2017.
- "Romert sokan, Floriánt csak kevesen ismerik". Rómer Flóris és Ebenhöch Ferenc levelezése, 1845–1888; sajtó alá rend. Csécs Teréz; Szent Mór Bencés Perjelség, Győr, 2019

## Folyóiratai
- Győri Történelmi és Régészeti Füzetek (1861 – 1868)
- Archaeologiai Értesítő (1868 – 1872)
- Archaeológiai Közlemények (1864 – 1873)

## Kitüntetései
- 1873: Vaskorona-rend lovagja (III. osztály)

## Emlékezete

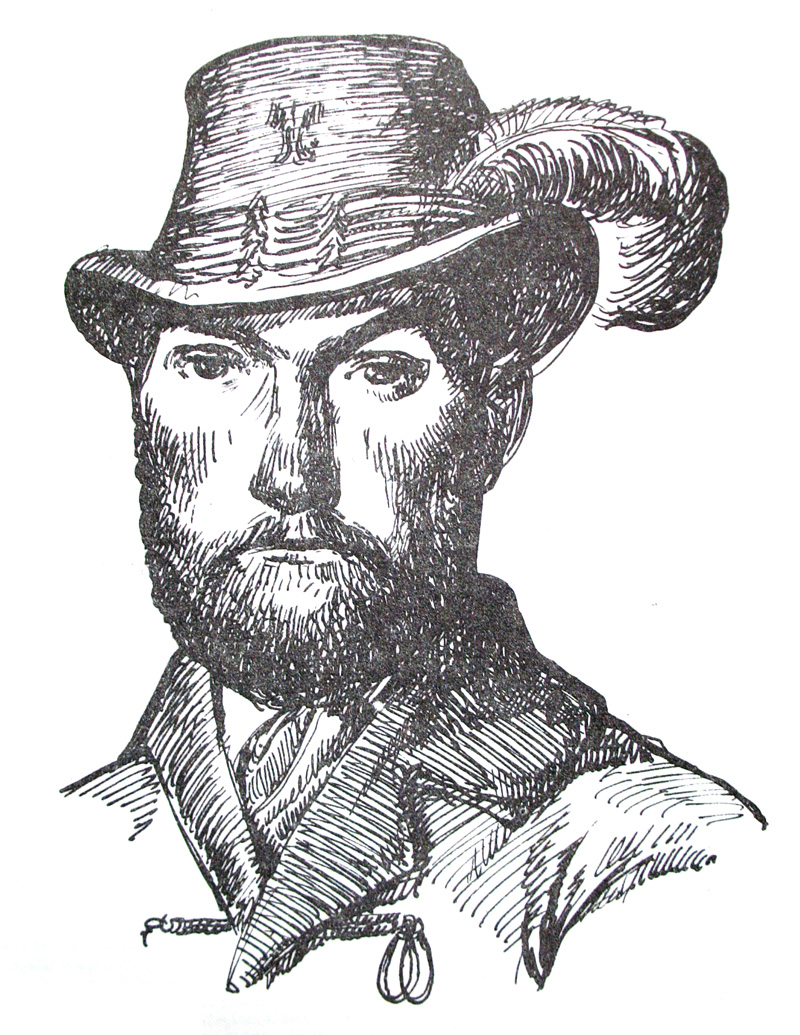
Római Ferenc utász főhadnagy 1848/1849
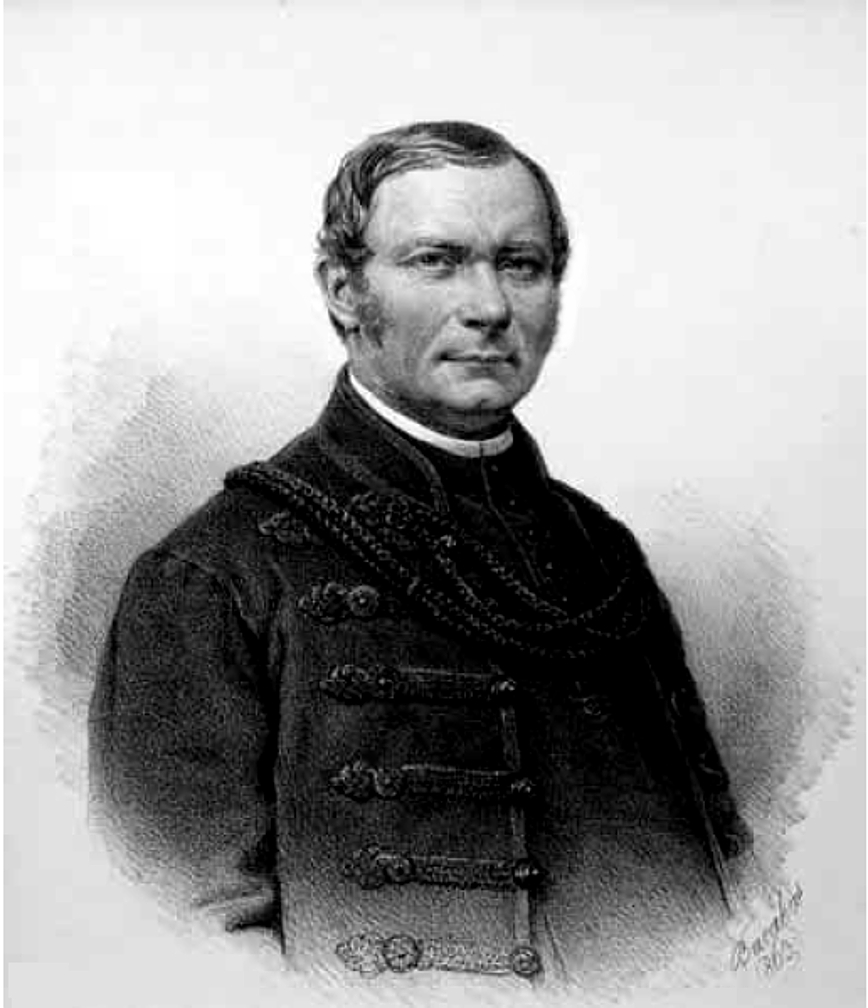
Barabás Miklós litográfiáján (1865)
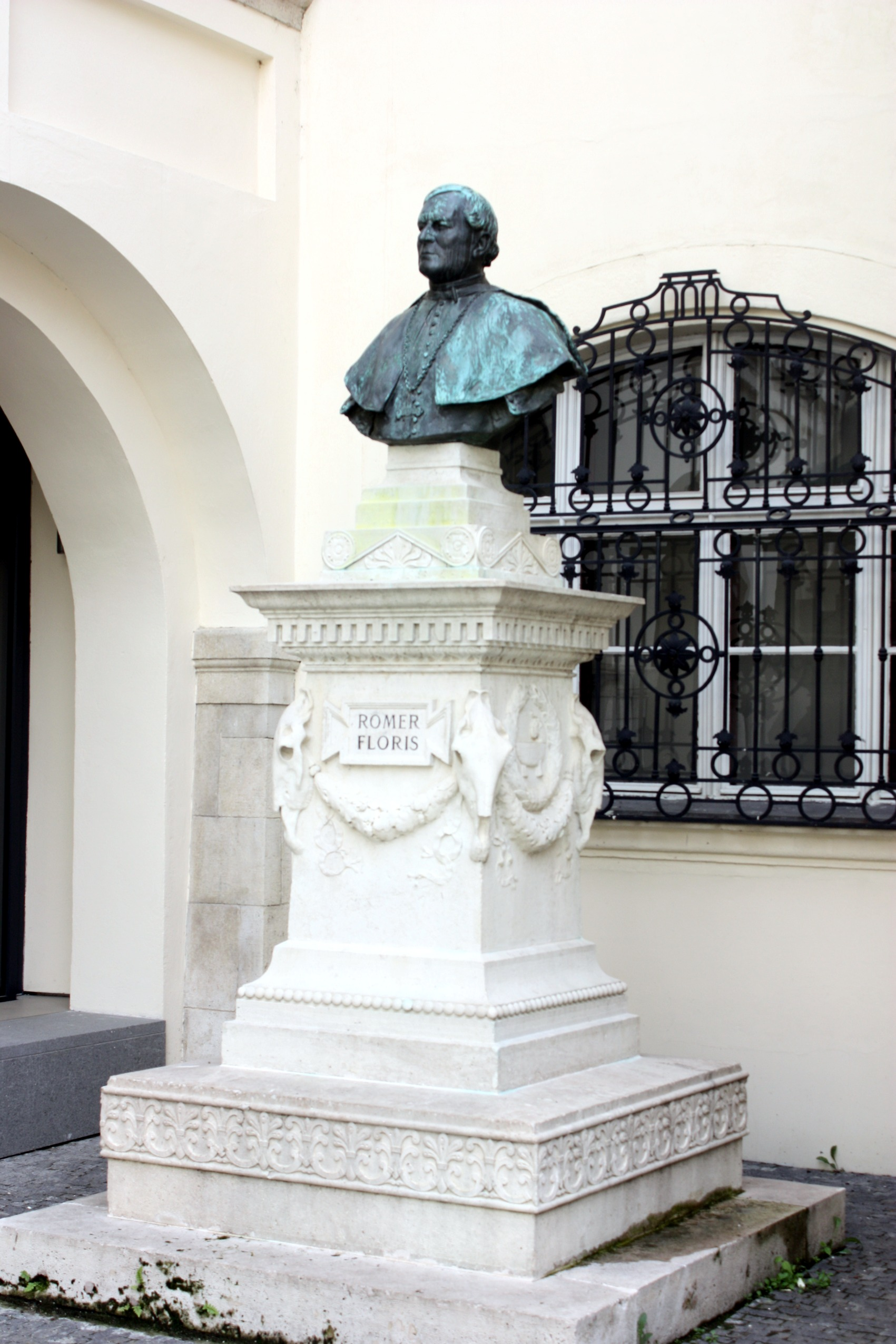
Pozsony
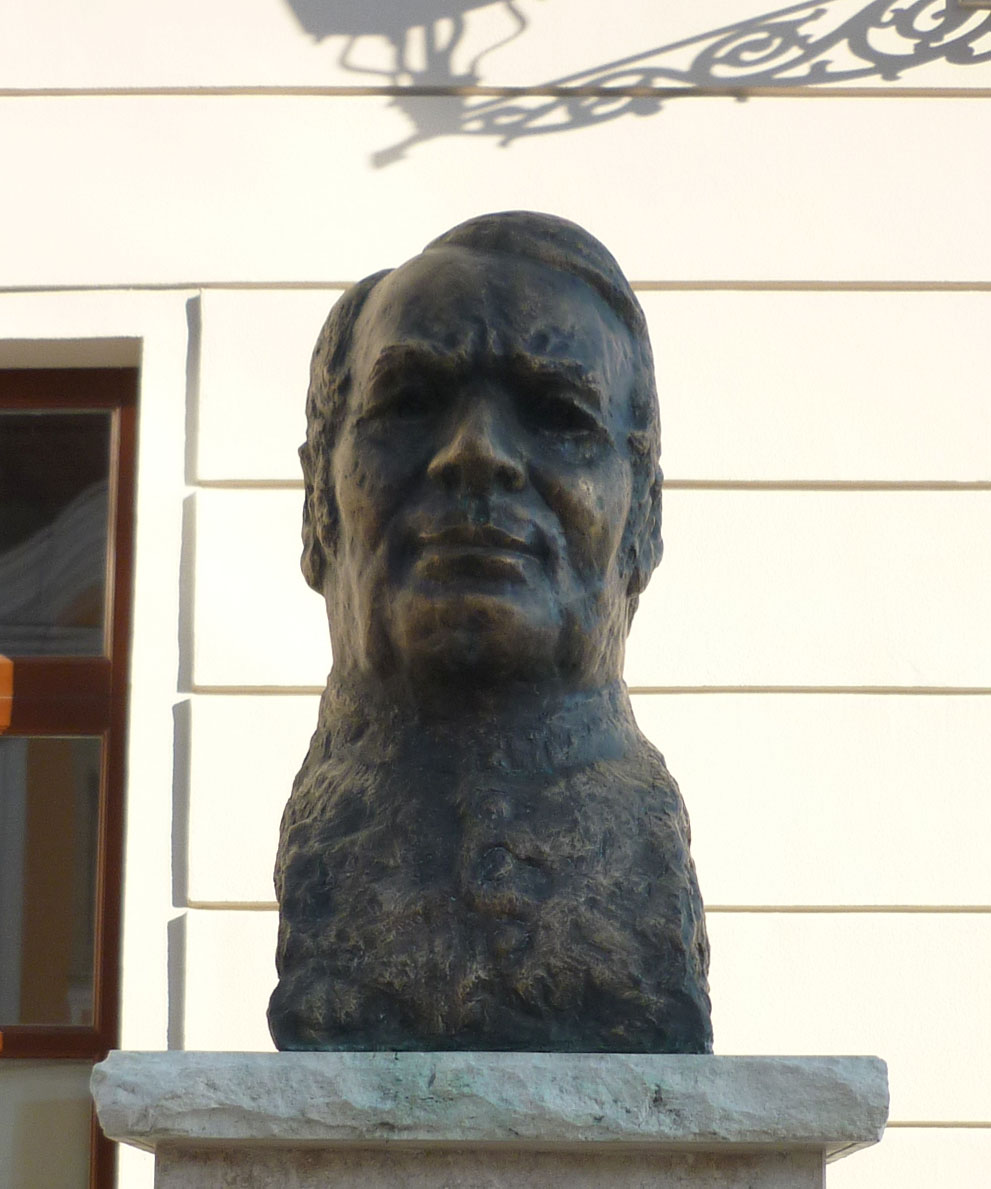
Rómer Flóris mellszobra Győrben
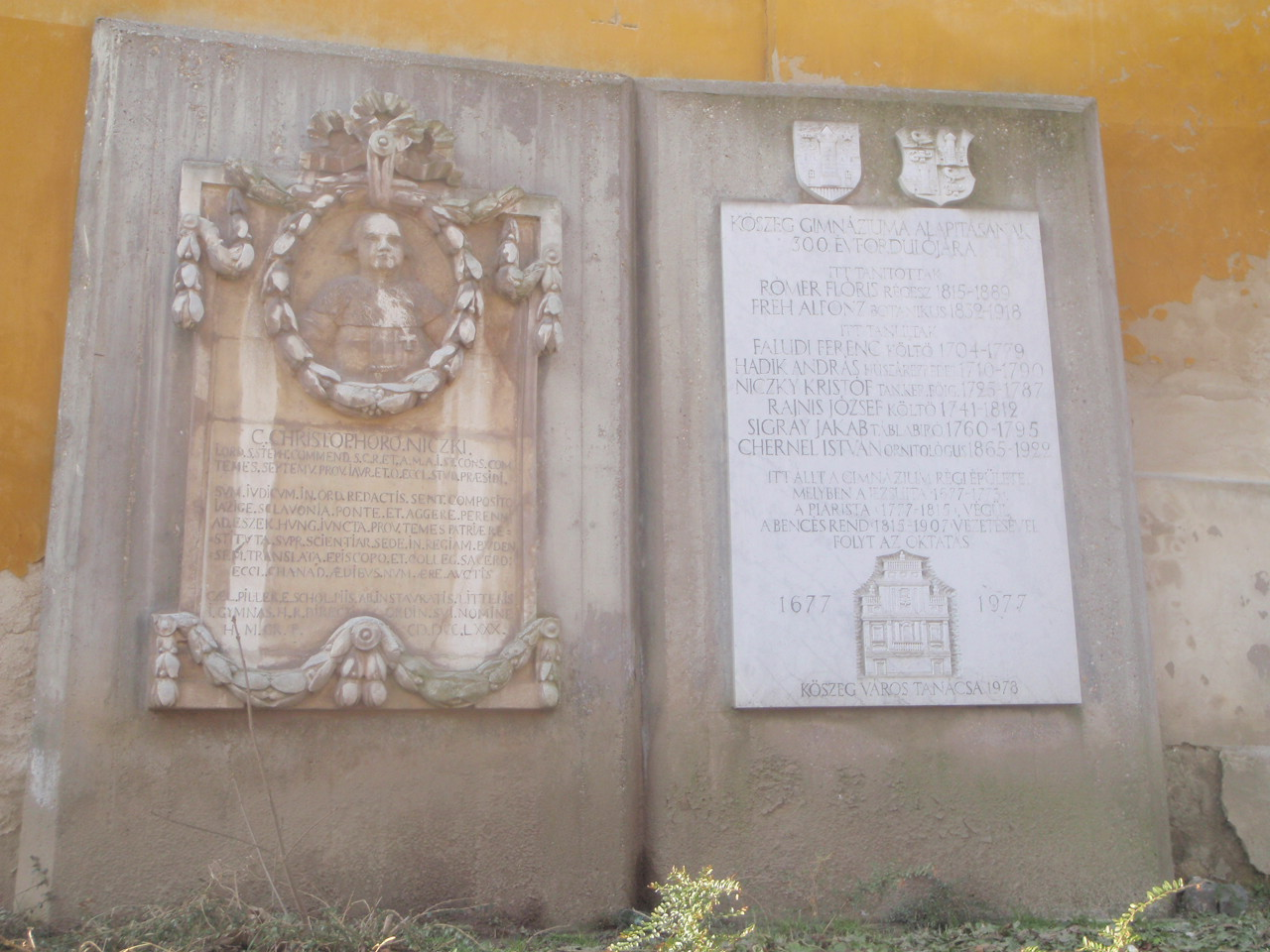
Kőszeg - Az egykori bencés gimnázium emléktáblája őrzi a nevét
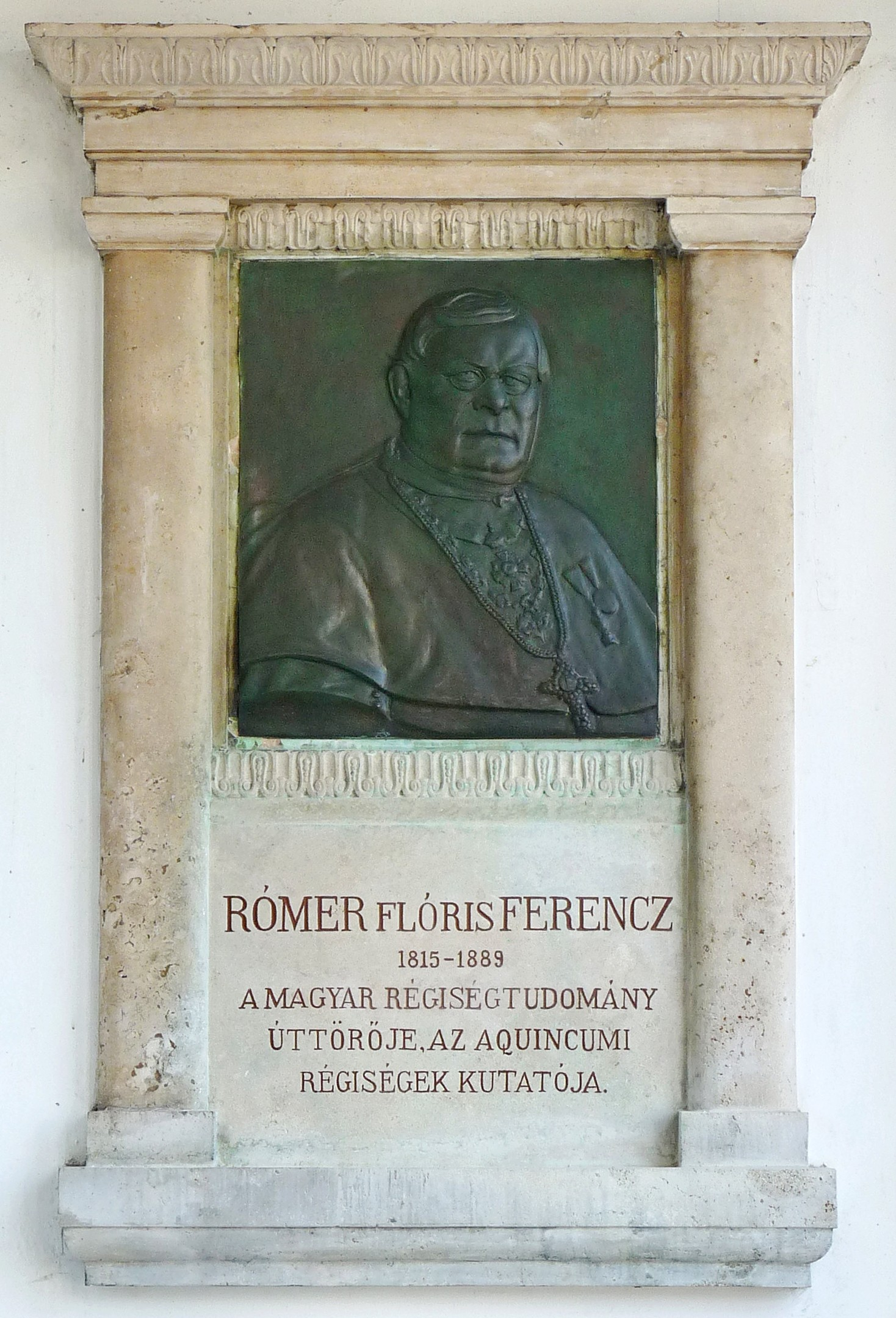
Emléktáblája az Aquincumi Múzeumban

- Sírja a nagyváradi római katolikus székesegyház kriptájában van
- Emléktáblája az Aquincumi Múzeum falán látható
- Budapest II. kerületében utcát neveztek el róla.
- Gödöllőn utca viseli a nevét
- Győrben a 708. sz. Rómer Flóris Cserkészcsapat, utca, és egy múzeumi kiállítóhely viseli nevét (Rómer Flóris Művészeti és Történeti Múzeum).
- Győrben 1990. június 2-án avatták fel a Xántus János Múzeum előtti Széchenyi téren Borsos Miklós 1972-ben faragott vörös márvány mellszobrának bronzmásolatát.
- Lovas Elemér a győri bencés gyűjteményt róla nevezte el.
- Pozsonyban 1907 augusztusában a Magyar Orvosok és Természetvizsgálók 34. közgyűlése alkalmából avatták fel bronz mellszobrát a Ferencrendiek terén, a szülőháza közelében. Strobl Alajos alkotását az impériumváltás után az Óvárosháza (Jakab-palota, ma Pozsonyi Városi Múzeum) udvarára helyeztek át.[6]
- Tapolcán honismereti szakkör viseli nevét.
- Veszprémben utca viseli nevét.
- Kőszegen utca viseli nevét, tanárkodása emlékét márványtábla őrzi a volt Bencés gimnázium lebontott épületének helyén, a Jurisics tér felőli oldalon.
- Nagyváradon is utcát neveztek el róla.
- Rómer Flóris-emlékérem
- a zalaegerszegi Csácsbozsok városrészben utca viseli nevét.
- Érd Tusculanum városrészében körforgalmú tér és autóbusz-megálló viseli a nevét 2015 óta.
- 2024 óta nevét viseli az 579724 Rómerflóris kisbolygó.[7]